# Halina Skoczyńska
Halina Skoczyńska-Rakowska (ur. 2 lipca 1953 w Ostrowcu Świętokrzyskim, zm. 17 maja 2016 w Warszawie) – polska aktorka teatralna i filmowa.

## Życiorys
Urodziła się w Ostrowcu Świętokrzyskim jako córka Stanisława i Stanisławy. Była absolwentką krakowskiej Państwowej Wyższej Szkoły Teatralnej im. Ludwika Solskiego, którą ukończyła w 1977. Będąc jeszcze studentką, 17 czerwca 1976 zadebiutowała rolą Dziewczyny w spektaklu „Anna Livia” Jamesa Joyce’a na scenie Wrocławskiego Teatru Współczesnego im. Edmunda Wiercińskiego. Występowała na deskach teatrów: Wrocławia, Krakowa, Łodzi, Poznania czy Warszawy, m.in. takich jak: Bagatela w Krakowie (1977–1978), Współczesnym we Wrocławiu (1978–1983 i 1988–1993), Polskim we Wrocławiu (1983–1987, 1993–1998 i 2001–2004) czy Nowym w Poznaniu (1998–2001). W latach 2004–2007 była aktorką Teatru im. Stefana Jaracza w Łodzi, a od 2008 do 2011 występowała w Teatrze Narodowym w Warszawie. W ostatnich latach była aktorką Teatru Dramatycznego w Warszawie.
W swoim dorobku miała około 80 ról, w tym kilkanaście nagrodzonych. Była przede wszystkim aktorką teatralną, będąc m.in. interpretatorką ról kobiet w dramatach Antona Czechowa, za które otrzymała liczne nagrody. Stworzyła również wiele drugoplanowych ról filmowych, grając m.in. postać matki przełożonej w nominowanym do nagrody Oskara filmie Ida w reżyserii Pawła Pawlikowskiego. Występowała również w słuchowiskach Teatru Polskiego Radia. Szerokiej publiczności znana była jako Janina, matka Natalii Boskiej w serialu Rodzinka.pl.
Na 20 maja 2016 planowana była premiera Twoje i moje Morny Regan w reż. Roberta Glińskiego z jej udziałem w Teatrze Ateneum w Warszawie, lecz została odwołana na skutek jej nagłej śmierci 17 maja w wyniku udaru mózgu.
Msza pogrzebowa odbyła się 21 maja w kolegiacie św. Michała Archanioła w Ostrowcu Świętokrzyskim, a urna z jej prochami została złożona do rodzinnego grobu na Cmentarzu Komunalnym przy ul. Długiej.

## Życie prywatne
Była mężatką, ale się rozwiodła . Miała syna Szczepana, który mieszka w Londynie i którego wychowanie uważała za swój największy życiowy sukces.

## Teatr
| Role teatralne                              |                                       |                                         |                               |                                   |                                      |
| Rok                                         | Sztuka                                | Autor                                   | Reżyser                       | Rola                              | Teatr                                |
| 1975                                        | Białe małżeństwo                      | Tadeusz Różewicz                        | Kazimierz Braun               | Bianka                            | Wrocławski Teatr Współczesny         |
| 1976                                        | Anna Livia                            | James Joyce                             | Kazimierz Braun               | dziewczyna                        | Wrocławski Teatr Współczesny         |
| 1977                                        | Zemsta                                | Aleksander Fredro                       | Mieczysław Górkiewicz         | Klara Raptusiewiczówna            | Teatr Bagatela w Krakowie            |
| 1978                                        | Kram z piosenkami                     | Leon Schiller                           | Barbara Fijewska              | Dama, Dzieweczka                  | Teatr Bagatela w Krakowie            |
| 1978                                        | Czerwone i brunatne                   | Iwan Rodojew                            | Wasyl Łukanow                 | Edel                              | Teatr Polski we Wrocławiu            |
| 1979                                        | Prometeusz w okowach                  | Ajschylos                               | Travis Preston                | Io-Bia                            | Wrocławski Teatr Współczesny         |
| 1979                                        | Bal manekinów                         | Bruno Jasieński                         | Jacek Weksler                 | Numer 34, Pani 3                  | Wrocławski Teatr Współczesny         |
| 1980                                        | Biesy                                 | Fiodor Dostojewski                      | Józef Gruda                   | Dasza Szatow                      | Wrocławski Teatr Współczesny         |
| 1980                                        | Wieczór Trzech Króli albo Co chcecie  | William Shakespeare                     | Marta Bochenek                | Oliwia                            | Wrocławski Teatr Współczesny         |
| 1981                                        | Obora                                 | Helmut Kajzar                           | Andrzej Makowiecki            | Aktorka                           | Wrocławski Teatr Współczesny         |
| 1982                                        | Było                                  | Zbigniew Karnecki                       | Bogusław Kierc, Jacek Weksler |                                   | Wrocławski Teatr Współczesny         |
| 1982                                        | Dziady                                | Adam Mickiewicz                         | Kazimierz Braun               | Pani Kmitowa                      | Wrocławski Teatr Współczesny         |
| 1983                                        | Ksiądz Marek                          | Juliusz Słowacki                        | Andrzej Makowiecki            | Judyta                            | Wrocławski Teatr Współczesny         |
| 1984                                        | Antygona                              | Sofokles                                | Ewa Bułhak                    | Antygona                          | Teatr Polski we Wrocławiu            |
| 1984                                        | Niemcy                                | Leon Kruczkowski                        | Henryk Adamek                 | Ruth                              | Teatr Polski we Wrocławiu            |
| 1985                                        | Przygody Sindbada Żeglarza            | Bolesław Leśmian                        | Maria Straszewska             | Armina, Królewna Tęczowa          | Teatr Polski we Wrocławiu            |
| 1986                                        | Janulka, córka Fizdejki               | Stanisław Ignacy Witkiewicz             | Jacek Bunsch                  | Kniaziówna Janulka Fizdejkówna    | Teatr Polski we Wrocławiu            |
| 1986                                        | Szukam pracy II                       | Jan Kaczmarek                           |                               |                                   | Teatr Polski we Wrocławiu            |
| 1987                                        | Balkon                                | Jean Genet                              | Tadeusz Minc                  | Irma-Królowa                      | Teatr Polski we Wrocławiu            |
| 1987                                        | Justyna, czyli niedole cnoty          | Donatien Alphonse François de Sade      | Waldemar Śmigasiewicz         | Justyna                           | Teatr Polski we Wrocławiu            |
| 1988                                        | Samobójca                             | Nikołaj Erdman                          | Jerzy Jarocki                 | Margarita Iwanowna Pierieswietowa | Wrocławski Teatr Współczesny         |
| 1990                                        | Zbrodnia i kara                       | Fiodor Dostojewski                      | Krzysztof Rościszewski        | Anastazja                         | Wrocławski Teatr Współczesny         |
| 1991                                        | Noc trybad                            | Per Olov Enquist                        | Krzysztof Rościszewski        | Siri von Essen                    | Wrocławski Teatr Współczesny         |
| 1991                                        | Peepshow                              | George Tabori                           | Marcel Kochańczyk             | Ciemna Dama                       | Wrocławski Teatr Współczesny         |
| 1992                                        | Faust i Małgorzata                    | Johann Wolfgang von Goethe              | Zbigniew Brzoza               | Marta                             | Wrocławski Teatr Współczesny         |
| 1993                                        | Smutna historia dla wesołych...       | Anton Czechow                           | Jurij Krasowski               | Dariuszka                         | Wrocławski Teatr Współczesny         |
| 1993                                        | Płatonow                              | Anton Czechow                           | Jerzy Jarocki                 | Anna Wojnicew                     | Teatr Polski we Wrocławiu            |
| 1994                                        | Okno na parlament                     | Ray Cooney                              | Wojciech Pokora               | Pamela Willey                     | Teatr Polski we Wrocławiu            |
| 1994                                        | Kasia z Heilbronnu albo próba ognia   | Heinrich von Kleist                     | Jerzy Jarocki                 | Kunegunda von Thurneck            | Teatr Polski we Wrocławiu            |
| 1995                                        | Przygody Tomka Sawyera                | Mark Twain                              | Jan Szurmiej                  | Missis Thatcher                   | Teatr Polski we Wrocławiu            |
| 1995                                        | Gracz                                 | Fiodor Dostojewski                      | Jacek Bunsch                  | Blanche                           | Teatr Polski we Wrocławiu            |
| 1996                                        | Czajka                                | Anton Czechow                           | Eugeniusz Korin               | Irina Nikołajewna Arkadina        | Teatr Nowy w Poznaniu                |
| 1996                                        | Płatonow – Akt pominięty              | Anton Czechow                           | Jerzy Jarocki                 | Anna Wojnicew                     | Teatr Polski we Wrocławiu            |
| 1996                                        | Improwizacje wrocławskie              | Jean Giraudoux                          | Andrzej Wajda                 | Maria Helena Dasté                | Teatr Polski we Wrocławiu            |
| 1996                                        | Król umiera, czyli ceremonie          | Eugène Ionesco                          | Jerzy Grzegorzewski           | Królowa Małgorzata                | Teatr Polski we Wrocławiu            |
| 1997                                        | Pieśń o blasku wody                   | Jan Paweł II                            |                               |                                   | Teatr Polski we Wrocławiu            |
| 1997                                        | Fantazy                               | Juliusz Słowacki                        | Maciej Prus                   | Hrabina Respektowa                | Teatr Polski we Wrocławiu            |
| 1998                                        | Sztukmistrz z Lublina                 | Isaac Bashevis Singer                   | Jan Szurmiej                  | Emilia                            | Teatr Muzyczny – Operetka Wrocławska |
| 1999                                        | Trzy wysokie kobiety                  | Edward Albee                            | Rafał Sabała                  | Kobieta B                         | Teatr Nowy w Poznaniu                |
| 1999                                        | Jesień i zima                         | Lars Norén                              | Piotr Tomaszuk                | Margareta                         | Wrocławski Teatr Współczesny         |
| 2000                                        | Wujaszek Wania. Sceny z życia ziemian | Anton Czechow                           | Jerzy Jarocki                 | Helena                            | Teatr Polski we Wrocławiu            |
| 2000                                        | Iwona, księżniczka Burgunda           | Witold Gombrowicz                       | Tadeusz Bradecki              | Królowa Małgorzata                | Teatr Nowy w Poznaniu                |
| 2001                                        | Cena                                  | Arthur Miller                           | Eugeniusz Korin               | Estera Franz                      | Teatr Nowy w Poznaniu                |
| 2001                                        | Wiśniowy sad                          | Anton Czechow                           | Paweł Miśkiewicz              | Lubow Raniewska                   | Teatr Polski we Wrocławiu            |
| 2002                                        | Życie: trzy wersje                    | Yasmina Reza                            | Maciej Sobociński             | Ines Finidori                     | Teatr Polski we Wrocławiu            |
| 2003                                        | Mary Stuart                           | Wolfgang Hildesheimer                   | Remigiusz Brzyk               | Mary                              | Teatr Polski we Wrocławiu            |
| 2003                                        | Król Ryszard III                      | William Shakespeare                     | Janusz Wiśniewski             | Królowa Małgorzata                | Teatr Nowy w Poznaniu                |
| 2004                                        | Intryga i miłość                      | Friedrich Schiller                      | Waldemar Zawodziński          | Lady Milford                      | Teatr im. Stefana Jaracza w Łodzi    |
| 2004                                        | Śmierć komiwojażera                   | Arthur Miller                           | Jacek Orłowski                | Linda                             | Teatr im. Stefana Jaracza w Łodzi    |
| 2005                                        | John Gabriel Borkman                  | Henrik Ibsen                            | Grzegorz Wiśniewski           | Gunhilda                          | Teatr Polski we Wrocławiu            |
| 2006                                        | Wieczór Jubileuszowy                  |                                         | Bogdan Tosza                  |                                   | Teatr Polski we Wrocławiu            |
| 2006                                        | Sen o jesieni                         | Jon Fosse                               | Paweł Miśkiewicz              | Kobieta                           | Teatr im. Stefana Jaracza w Łodzi    |
| 2007                                        | Daily Soup                            | Amanita Muskaria                        | Małgorzata Bogajewska         | Matka                             | Teatr Narodowy w Warszawie           |
| 2007                                        | Terminal 7                            | Lars Norén                              | Andrzej Domalik               | Matka I                           | Teatr Narodowy w Warszawie           |
| 2009                                        | Polowanie na łosia                    | Michał Walczak                          | Igor Gorzkowski               | Myszka                            | Teatr Narodowy w Warszawie           |
| 2010                                        | Elektryczny parkiet                   | Enda Walsh                              | Andrzej Domalik               | Clara                             | Teatr Narodowy w Warszawie           |
| 2012                                        | Matka i dziecko/Letni dzień           | Jon Fosse                               | Izabella Cywińska             | Starsza Kobieta                   | Teatr na Woli w Warszawie            |
| 2013                                        | Młody Stalin. Prawdopodobna historia  | Tadeusz Słobodzianek                    | Ondrej Spišák                 | Keke, Wiera Zasulicz              | Teatr Dramatyczny w Warszawie        |
| 2014                                        | Rzecz o banalności miłości            | Savyon Liebrecht                        | Wawrzyniec Kostrzewski        | Starsza Hannah Arendt             | Teatr Dramatyczny w Warszawie        |
| 2014                                        | Król Edyp                             | Sofokles                                | Jakub Krofta                  | Jokasta                           | Teatr Dramatyczny w Warszawie        |
| Role w teatrze TV                           |                                       |                                         |                               |                                   |                                      |
| 1980                                        | Świadek oskarżenia                    | Raymond Chandler                        | Marek Piestrak                | recepcjonistka                    |                                      |
| 1987                                        | Obora                                 | Helmut Kajzar                           | Andrzej Makowiecki            | Aktorka                           |                                      |
| 1988                                        | Kosmos                                | Witold Gombrowicz                       | Eugeniusz Korin               | Lalusia                           |                                      |
| 1992                                        | Gra o brzasku                         | Arthur Schnitzler                       | Jan Buchwald                  |                                   |                                      |
| 1994                                        | Śniadanie u Desdemony                 | Janusz Krasiński                        | Jan Buchwald                  | Hanka                             |                                      |
| 1995                                        | Kasia z Heilbronnu                    | Heinrich von Kleist                     | Jerzy Jarocki                 | Kunegunda                         |                                      |
| 1996                                        | Improwizacja paryska                  | Jean Giraudoux                          | Andrzej Wajda                 | Maria Helena Dast                 |                                      |
| 1998                                        | Płatonow – Akt pominięty              | Anton Czechow                           | Jerzy Jarocki                 | Anna Wojnicew                     |                                      |
| 1999                                        | Król umiera, czyli ceremonie          | Eugène Ionesco                          | Jerzy Grzegorzewski           | Małgorzata                        |                                      |
| 2003                                        | Przypadek Klary                       | Dea Loher                               | Magdalena Łazarkiewicz        | Elżbieta                          |                                      |
| 2004                                        | Miłości                               | Olga Tokarczuk                          | Filip Zylber                  | wdowa                             |                                      |
| 2004                                        | Mary Stuart                           | Wolfgang Hildesheimer                   | Remigiusz Brzyk               | Mary                              |                                      |
| 2006                                        | Sen o jesieni                         | Jon Fosse                               | Paweł Miśkiewicz              | Kobieta                           |                                      |
| 2012                                        | Daily Soup                            | Amanita Muskaria                        | Małgorzata Bogajewska         | Matka                             |                                      |
| Role w słuchowiskach Teatru Polskiego Radia |                                       |                                         |                               |                                   |                                      |
| 2011                                        | Hamlet                                | William Shakespeare                     | Waldemar Modestowicz          | Królowa Gertruda                  |                                      |
| 2011                                        | X.Y.Z.                                | Katarzyna Ostrowska                     | Waldemar Modestowicz          | Joanna                            |                                      |
| 2012                                        | Mewa                                  | Boris Akunin                            | Igor Gorzkowski               | Irina Nikołajewna Arkadina        |                                      |
| 2012                                        | Wyrok na Sierpień                     | Andrzej Falkiewicz, Krystyna Miłobędzka | Andrzej Makowiecki            | świadek Renata Niemirowska        |                                      |
| 2012                                        | Portret Doriana Graya                 | Oscar Wilde                             | Waldemar Modestowicz          | pani Vane                         |                                      |
| 2013                                        | Mołotow                               | Sławomir Mrożek                         | Bogdan Ciosek                 | żona Mołotowa                     |                                      |
| 2013                                        | Autobus z napisem koniec              | Tomasz Maciej Trojanowski               | Waldemar Modestowicz          | matka                             |                                      |
| 2013                                        | Bransoletka                           | Wojciech Dróżdż                         | Waldemar Modestowicz          | ona                               |                                      |
| 2013                                        | Lala                                  | Jacek Dehnel                            | Waldemar Modestowicz          | Irena Bieniecka                   |                                      |
| 2014                                        | Mole                                  | Grzegorz Kasdepke                       | Waldemar Modestowicz          | Szara Dama                        |                                      |
| 2014                                        | Nic dwa razy                          | Wisława Szymborska                      |                               | kobieta 2                         |                                      |
| 2015                                        | Von Bingen. Historia prawdziwa        | Sandra Szwarc                           | Waldemar Modestowicz          | Jutta                             |                                      |
| 2015                                        | Laska                                 | Milena Rytelewska                       | Waldemar Modestowicz          | głos damski                       |                                      |

## Filmografia
| Filmy fabularne     |                                | |                                                                              |
| Rok                 | Tytuł                          | Reżyser                                                                                                   | Rola                                                                         |
| 1979                | Kung-Fu                        | Janusz Kijowski                                                                                           |                                                                              |
| 1981                | Wolny strzelec                 | Wiesław Saniewski                                                                                         |                                                                              |
| 1984                | Baryton                        | Janusz Zaorski                                                                                            |                                                                              |
| 1985                | Och, Karol                     | Roman Załuski                                                                                             | Hanka, przyjaciółka Ireny                                                    |
| 1987                | Cienie                         | Jerzy Kaszubowski                                                                                         | nauczycielka                                                                 |
| 2007                | Lekcje pana Kuki               | Dariusz Gajewski                                                                                          | kasjerka w sklepie                                                           |
| 2009                | Wszystko, co kocham            | Jacek Borcuch                                                                                             | nauczycielka fortepianu                                                      |
| 2012                | Nieulotne                      | Jacek Borcuch                                                                                             | profesor Ekiert, wykładowczyni Kariny                                        |
| 2012                | Biec w stronę Ty               | Hanka Brulińska                                                                                           | szefowa                                                                      |
| 2013                | Ida                            | Paweł Pawlikowski                                                                                         | matka przełożona                                                             |
| 2014                | They Chased Me Through Arizona | Matthias Huser                                                                                            | Marbella, żona Leonarda                                                      |
| 2014                | Piąte: Nie odchodź!            | Katarzyna Jungowska                                                                                       | babcia Romy                                                                  |
| Seriale telewizyjne |                                | |                                                                              |
| 1982                | Popielec                       | Ryszard Ber                                                                                               |                                                                              |
| 1984                | Trapez                         | Hieronim Przybył                                                                                          |                                                                              |
| 1986                | Na kłopoty… Bednarski          | Paweł Pitera                                                                                              | Filipiakowa                                                                  |
| 2000                | Twarze i maski                 | Feliks Falk                                                                                               | Elżbieta, żona Kujawy                                                        |
| 2001                | Na dobre i na złe              | | Zabrocka                                                                     |
| 2004–2016           | Pierwsza miłość                | | Leokadia, druga żona Henryka, ojca Ewy Nowak i dziadka Krystiana Domańskiego |
| 2007                | Ekipa                          | Agnieszka Holland, Magdalena Łazarkiewicz, Kasia Adamik                                                   | Joanna Szczęsna, żona prezydenta                                             |
| 2008                | Pitbull                        | | matka Jabola (odc. 29)                                                       |
| 2011–2016           | Rodzinka.pl                    | | Janina, matka Natalii                                                        |
| 2011                | Głęboka woda                   | Magdalena Łazarkiewicz, Kasia Adamik, Olga Chajdas                                                        | Bogusia (odc. 4)                                                             |
| 2011                | Czas honoru                    | Michał Kwieciński, Michał Rosa, Wojciech Wójcik, Grzegorz Kuczeriszka, Waldemar Krzystek, Michał Rogalski | matka gubernatora Warszawy, Gertruda Fischer                                 |
| 2012                | Prawo Agaty                    | Maciej Migas, Patrick Yoka, Filip Zylber, Jacek Borcuch, Xawery Żuławski                                  | sędzia Adamska (odc. 4)                                                      |
| 2015                | Strażacy                       | Maciej Dejczer                                                                                            | profesor Kaliny                                                              |
| 2016                | Ojciec Mateusz                 | | Maria Kurek (odc. 191)                                                       |

## Nagrody i odznaczenia
| Nagrody     | |
| Rok         | Nagroda |
| 1994        | Srebrna Iglica – nagroda publiczności w dziedzinie dramatu we Wrocławiu |
| 1995        | Nagroda wojewody wrocławskiego |
| 1995        | XXXV Kaliskie Spotkania Teatralne – nagroda główna za rolę żeńską Anny Wojnicew w przedstawieniu Płatonow – Akt pominięty Antona Czechowa w Teatrze Polskim we Wrocławiu                                              |
| 1996        | XXXVI Kaliskie Spotkania Teatralne – nagroda indywidualna za rolę żeńską Anny Wojnicew w przedstawieniu Płatonow – Akt pominięty Antona Czechowa w Teatrze Polskim we Wrocławiu                                       |
| 2000        | Nagroda aktorska Marszałka Województwa Dolnośląskiego, za kreację w przedstawieniu Jesień i zima we Wrocławskim Teatrze Współczesnym z okazji Międzynarodowego Dnia Teatru                                            |
| 2001        | XLI Kaliskie Spotkania Teatralne – Grand Prix Festiwalu za rolę Raniewskiej w przedstawieniu Wiśniowy sad Antona Czechowa w Teatrze Polskim we Wrocławiu                                                              |
| 2001        | Nagroda im. Aleksandra Zelwerowicza przyznawana przez redakcję miesięcznika „Teatr” za sezon 2000/2001, za rolę Raniewskiej w przedstawieniu Wiśniowy sad Antona Czechowa w Teatrze Polskim we Wrocławiu              |
| 2004        | XLIV Kaliskie Spotkania Teatralne – nagroda za rolę pierwszoplanową i statuetka Wojciecha Bogusławskiego za tytułową rolę w przedstawieniu Mary Stuart Wolfganga Hildesheimera w Teatrze Polskim we Wrocławiu         |
| 2004        | Statuetka Aleksandra Fredry – nagroda Prezydenta Miasta Wrocławia za wybitne osiągnięcia artystyczne, za tytułową rolę w przedstawieniu Mary Stuart Wolfganga Hildesheimera w Teatrze Polskim we Wrocławiu            |
| 2004        | Złota Iglica – nagroda w plebiscycie publiczności Słowa Polskiego - Gazety Wrocławskiej, za rolę tytułową w przedstawieniu Mary Stuart Wolfganga Hildesheimera w Teatrze Polskim we Wrocławiu                         |
| 2005        | IX Ogólnopolski Festiwal Komedii Talia w Tarnowie – nagroda za najlepszą rolę żeńską w przedstawieniu Życie: trzy wersje Yasminy Rezy w Teatrze Polskim we Wrocławiu                                                  |
| 2005        | XXXV Jeleniogórskie Spotkania Teatralne – wyróżnienie przyznane przez młodzieżowe jury za rolę Lindy w przedstawieniu Śmierć komiwojażera Arthura Millera w Teatrze im. Stefana Jaracza w Łodzi                       |
| 2013        | Nagroda aktorska za rolę kobiecą w kategorii słuchowisk Teatru Polskiego Radia na festiwalu Dwa Teatry w Sopocie za rolę Iriny Nikołajewny Arkadiny w słuchowisku Mewa Borisa Akunina w reżyserii Igora Gorzkowskiego |
| Odznaczenia | |
| Rok         | Odznaczenie |
| 2002        | Srebrny Krzyż Zasługi – za działalność na rzecz rozwoju kultury |
| 2006        | Brązowy Medal „Zasłużony Kulturze Gloria Artis” – Zasłużony Kulturze 2006 |